# Floorball Deutschland Pokal 2021/22 (Frauen)
Der Floorball Deutschland Pokal 2021/22 war die zehnte Austragung des Fußballpokalwettbewerbs der Damen. Das final4 fand am 5. und 6. März 2022 in der Berliner Max-Schmeling-Halle statt.
Zu dieser Saison nahmen 13 Mannschaften teil. Aufgrund Corona-Pandemie hatte die Saison vorher der Pokalwettbewerb nicht stattgefunden. Da im Jahr zuvor ebenfalls coronabedingt abgebrochen wurde, ging wieder der MFBC Leipzig/Grimma als Titelverteidiger in die Saison.

## Teilnehmende Mannschaften
| Bundesliga                                                                             | Regionalliga/nur Pokal                                                     |
| Gruppe Nord                                                                            |                                                                            |
| MFBC Leipzig/Grimma Dümptener Füchse ETV Lady Piranhhas Hamburg Red Devils Wernigerode | TV Eiche Horn Bremen (II) Förde Deerns (II) SG Berlin (nP)                 |
| Gruppe Süd                                                                             |                                                                            |
| UHC Sparkasse Weißenfels SSF Dragons Bonn SG Stern München/Sportfreunde Puchheim       | TSG Erlensee (nP) SG Mainz/Marburg/Griedel (nP) SG Tübingen/Feuerbach (nP) |

## Modus
Alle Mannschaften stiegen direkt im Achtelfinale ein. Da es nur 13 Teams waren, gab es zunächst drei Freilose. Im Achtelfinale gab es noch eine regionale Unterteilung in eine Nord- und Südgruppe.

## Achtelfinale
Die Förde Deerns, der UHC Sparkasse Weißenfels und SSF Dragons Bonn erhielten ein Freilos.

### Gruppe Nord
| 18. Dezember 2021 15:00 Uhr |  | SG Berlin (nP) | 2:20 (1:7, 1:6, 0:7) Spielbericht | ETV Lady Piranhhas Hamburg (I) | Havelland-Grundschule, Berlin Zuschauer: 42 |

| 18. Dezember 2021 15:00 Uhr |  | Dümptener Füchse (I) | 19:2 (8:0, 5:2, 6:0) Spielbericht | TV Eiche Horn Bremen (II) | Sporthalle Holzstraße, Mülheim an der Ruhr Zuschauer: 53 |

| 18. Dezember 2021 12:00 Uhr |  | MFBC Leipzig/Grimma (I) | 5:3 (0:1, 2:2, 3:0) Spielbericht | Red Devils Wernigerode (I) | Brüderhölle, Leipzig Zuschauer: 1 |

### Gruppe Süd
| 18. Dezember 2021 15:30 Uhr |  | SG Feuerbach/Tübingen/Ludwigshafen (nP) | 5:1 (2:0, 1:1, 2:0) Spielbericht | SG Floorball Mainz/Marburg/Griedel (nP) | Jahn-Sporthalle, Stuttgart Zuschauer: 50 |

| 18. Dezember 2021 17:00 Uhr |  | TSG Erlensee (nP) | 1:3 (1:2, 0:1, 0:0) Spielbericht | SG Stern München/Sportfreunde Puchheim (I) | Großsporthalle Erlensee, Erlensee Zuschauer: 100 |

## Viertelfinale
| 22. Januar 2022 14:00 Uhr |  | ETV Lady Piranhhas Hamburg (I) | 7:6 n. V. (2:1, 2:3, 2:2, 1:0) Spielbericht | Dümptener Füchse (I) | Sporthalle Hoheluft, Hamburg Zuschauer: 73 |

| 22. Januar 2022 17:00 Uhr |  | Förde Deerns (II) | 2:11 (0:6, 0:3, 2:2) Spielbericht | UHC Sparkasse Weißenfels (I) | Schulzentrum, Gettorf Zuschauer: 50 |

| 22. Januar 2022 18:00 Uhr |  | SSF Dragons Bonn (I) | 4:1 (1:1, 1:0, 2:0) Spielbericht | SG Stern München/Sportfreunde Puchheim (I) | Sportpark Nord, Bonn Zuschauer: 60 |

| 23. Januar 2022 13:00 Uhr |  | SG Feuerbach/Tübingen/Ludwigshafen (nP) | 4:5 (1:2, 2:1, 1:2) Spielbericht | MFBC Leipzig/Grimma (I) | Hugo-Kunzi-Halle, Stuttgart Zuschauer: 50 |

## Final 4

### Halbfinale
| 5. März 2022 11:00 Uhr |  | ETV Lady Piranhhas Hamburg (I) Lara Nethe (2), Randi Kleerbaum, Annika Drews, Ina Jensen, Shari von Kroge und Julia Diesener | 7:3 (1:2, 2:0, 4:1) Spielbericht | MFBC Leipzig/Grimma (I) Alexandra Kürth, Kim Käseberg und Anne-Marie Mietz | Max-Schmeling-Halle, Berlin Zuschauer: 425 |

| 5. März 2022 14:30 Uhr |  | SSF Dragons Bonn (I) Anika Weißkirchen, Claudia Birkigt (je 2), Friederike Schlotmann und Elena Bröker | 6:2 (1:1, 2:1, 3:0) Spielbericht | UHC Sparkasse Weißenfels (I) Andrea Gerdes (2) | Max-Schmeling-Halle, Berlin Zuschauer: 483 |

### Finale
| 6. März 2022 13:00 Uhr |  | ETV Lady Piranhhas Hamburg (I) Julia Diesener (2), Imke Gittek und Annika Drews | 4:2 (0:0, 2:1, 2:1) Spielbericht | SSF Dragons Bonn (I) Elena Bröker und Anika Weißkirchen | Max-Schmeling-Halle, Berlin Zuschauer: 883 |

## Statistik
Torschützinnenliste
| Pl. | Spielerin      | Mannschaft                 | Tore | Spiele |
| --- | -------------- | -------------------------- | ---- | ------ |
| 1.  | Ina Jensen     | ETV Lady Piranhhas Hamburg | 9    | 4      |
| 2.  | Anna-Lena Best | Dümptener Füchse           | 7    | 1      |
| 3.  | Kim Käseberg   | MFBC Leipzig/Grimma        | 6    | 3      |

Meiste Torvorlagen
| Pl. | Spielerin       | Mannschaft                 | Vorlagen | Spiele |
| --- | --------------- | -------------------------- | -------- | ------ |
| 1.  | Winona Jürgens  | Dümptener Füchse           | 6        | 2      |
| 2.  | Ina Jensen      | ETV Lady Piranhhas Hamburg | 6        | 4      |
| 2.  | Randi Kleerbaum | ETV Lady Piranhhas Hamburg | 6        | 4      |

Scorerliste
| Pl. | Spielerin       | Mannschaft                 | Spiele | Punkte | Tore | Vorlagen |
| --- | --------------- | -------------------------- | ------ | ------ | ---- | -------- |
| 01. | Ina Jensen      | ETV Lady Piranhhas Hamburg | 4      | 15     | 9    | 6        |
| 02. | Randi Kleerbaum | ETV Lady Piranhhas Hamburg | 4      | 11     | 5    | 6        |
| 03. | Anna-Lena Best  | Dümptener Füchse           | 1      | 8      | 7    | 1        |